# Козова (станція)
Козова́ — проміжна залізнична станція Тернопільської дирекції Львівської залізниці на неелектрифікованій лінії Березовиця-Острів — Ходорів між станціями Денисів-Купчинці (17 км) та Потутори (19 км). Розташована в селищі Козова Тернопільського району Тернопільської області.

## Історія
Станція відкрита 1897 року, під час будівництва лінії Тернопіль — Ходорів.

## Пасажирське сполучення
На станції зупиняються лише приміські поїзди сполученням Тернопіль — Підвисоке / Ходорів. 